# Рада Миљковић
Радмила Рада Миљковић (Белица, код Јагодине, 4. фебруар 1917 — Урија, код Доњег Вакуфа, 19. јул 1942) била је учесница Народноослободилачке борбе и народни херој Југославије.

## Биографија
Рада Миљковић је била учитељица, која је рођена 1917. године у селу Белица, где је једно време и службовала. Веома рано је постала члан КПЈ. Своје службовање је наставила у Шантаровцу, где је заједно са Петром Стамболићем ширила комунистичке идеје. Када је рат почео, ступила је у Беличку чету. Крајем 1941.г. са овог терена се заједно са осталим комунистима повукла прву у рејон Аџине Ливаде, потом у Ужице где је била формирана Ужичка република. По пропасти те творевине, са својим друговима су се повукли прво у Црну Гору, одакле су веома брзо прешли у Босну. Ту је Рада, у селу Урије код Бугојна 19. јула 1942. године погинула у борби заједно са Бошком Ђуричићем и Живадином Јанковићем Кумом.
Указом Председништва АВНОЈ-а постхумно је 6. јула 1945. одликована Орденом братства и јединства првог реда. Указом председника ФНР Југославије Јосипа Броза Тита 6. јула 1953. проглашенa је за народног хероја.